# Robert Nay
Robert John Nay (Australia, 15 de noviembre de 1956 - Labrador, Queensland, Australia 7 de noviembre de 1992) fue un nadador olímpico australiano que competía en natación especialista en estilo libre. Fue olímpico tras participar en los Juegos Olímpicos de Múnich 1972 en las pruebas de 200 y 4x200 metros libres. En la prueba de relevo acabó en la quinta posición consiguiendo un diploma olímpico.
Participó en los Juegos de la Mancomunidad del año 1974 donde consiguió una medalla de oro, en 4x200 metros libre.
Falleció el 7 de noviembre de 1992 a los 35 años en un accidente tráfico.
Dejó dos hijos, Meagen Nay, nadadora olímpica australiana y medallista mundial y Amos Nay, que falleció en también en un accidente de tráfico en el año 2009.

## Palmarés internacional
| Juegos de la Mancomunidad | Juegos de la Mancomunidad    | Juegos de la Mancomunidad | Juegos de la Mancomunidad |
| Año                       | Lugar                        | Medalla                   | Prueba                    |
| ------------------------- | ---------------------------- | ------------------------- | ------------------------- |
| 1974                      | Christchurch (Nueva Zelanda) | Medalla de oro            | 4x200 m libres            |